# آستین انگشتی
آستین انگشتی توسط بازیکنان بسکتبال برای پشتیبانی و محافظت از انگشتان پوشیده می‌شود و از طرفی سبب افزایش چسبانندگی توپ به انگشت هنگام شوت می‌شود. این به ترجیح بازیکنان است که در کدام انگشتشان این آستین را قرار دهند. خیلی از بازیکنان مانند رجی میلر بیش از یک انگشتشان را با آن می پوشانند. استفاده از آستین انگشتی مجاز و پذیرفته شده توسط اتحادیه ملی بسکتبال است. در بیشتر موارد، آستین انگشتی بجای انجام برخی حرکات ضربه ای برای محافظت استفاده می‌شود.